# Piazzali
Piazzali (kors. I Piazzali) – miejscowość i gmina we Francji, w regionie Korsyka, w departamencie Górna Korsyka.
Według danych na rok 1990 gminę zamieszkiwało 11 osób, a gęstość zaludnienia wynosiła 14 osób/km².